# モンテレイ大学
モンテレイ大学（モンテレイだいがく、英語: University of Monterrey、スペイン語: Universidad de Monterrey、 略称・UDEM）は、メキシコ合衆国のヌエボ・レオン州のモンテレイ郊外にある私立大学。1969年に設置された。卒業生、関係者は各分野で活躍しており、数々の分野において高く評価されている。本学はQuacquarelli-Symondsメキシコの大学ランキングでは国内第13位。更に、Expansiónのビジネススクール・ランキングでは国内第4位。

## 国際連携
モンテレイ大学は世界各国の大学と国際学術交流協定を締結している。平成28年1月1日現在で学術交流協定締結によって世界中の255大学と交流している。日本との関係は、岡山県立大学、千葉大学、立命館アジア太平洋大学、長岡技術科学大学、東京工科大学と多数なプログラムを締結している。その上、理系の分野に対して、モンテレイ大学と長岡技術科学大学が「ツイニング・プログラム」というダブル・ディグリー・プログラムを締結している。